# Armando
Pour les articles homonymes, voir Gallop et Armando (homonymie).
Armando, de son vrai nom Armando Gallop, est un compositeur et DJ de musique électronique né à Chicago le 12 février 1970 et décédé le 17 décembre 1996 d'une leucémie. Il est considéré comme l'un des pionniers de l'acid house.